# 虎牌米粉
虎牌正通實業股份有限公司（英語：TIGER BRAND CHENG TUNG INDUSTRIAL CO., LTD.，簡稱：虎牌米粉，日語：タイガーブランドビーフン），是臺灣米粉製造圈的一個米粉品牌，商標所有權屬於台灣著名米粉製造公司，虎牌正通實業股份有限公司（TIGER BRAND CHENG TUNG INDUSTRIAL CO., LTD.）。創業於1970年6月。2007年於宜蘭利澤工業區建立以ISO22000＆HACCP標準廠房後，主要產品在此生產。

## 主要商品
- 虎牌米粉
- 虎牌埔里米粉
- 虎牌溫泉米粉
- 虎印米粉
- 虎牌冬粉
- 虎牌關廟麵
- 老舖一番

## 外部連結
- 虎牌米粉產業文化部 （页面存档备份，存于）